# Pakdacht
Pakdacht (ou Pakdasht ; en persan : پاكدشت / Pâkdašt) est une ville de la province de Téhéran, en Iran. Pakdacht est également un département de cette même province. La ville se trouve à 25 km au sud-est de Téhéran.